# 中満泉
中満 泉（なかみつ いずみ、1963年〈昭和38年〉- ）は、日本の国際連合職員。一橋大学教授などを経て、日本人女性初の国際連合事務次長として軍縮担当（UNODA）上級代表を務める。

## 経歴
東京都出身（両親は熊本出身）。フェリス女学院高等学校在学中より国連職員を志す。1987年早稲田大学法学部卒業。1989年にアメリカ合衆国ジョージタウン大学外交大学院修士課程でマデレーン・オルブライトの指導で、修士（国際関係論）の学位を取得。同年、国連難民高等弁務官事務所（UNHCR)に入所。
法務官、人事政策担当官、旧ユーゴスラビアサラエボ・モスタル事務所長、旧ユーゴスラビア国連事務総長特別代表上級補佐官、UNHCR副高等弁務官特別補佐官、国連本部事務総長室国連改革チームファースト・オフィサー、International IDEA（国際民主化支援機構）官房長、企画調整局長など国際機関のポストを歴任。
スウェーデン人外交官の夫のマグヌス・レナートソン（Magnus Lennartsson）が在日本スウェーデン大使館公使に就任したため、18年ぶりに生活拠点を日本に移し、2005年から2007年まで一橋大学大学院法学研究科教授および新設の国際・公共政策大学院教授を務め、2008年8月まで客員教授、同期間に国際協力機構（JICA）平和構築客員専門員（シニア・アドヴァイザー）、外務省海外交流審議会委員などを兼任。
2008年9月に国際連合事務総長・潘基文により国際連合事務局平和維持活動局政策・評価・訓練部長に採用され、2012年まで務め、2012年から2014年10月まで国際連合事務局平和維持活動（PKO）局アジア・中東部上級部長（D2、キャリア採用最高位）を務め、アフガニスタンを含むアジア全域、シリア・レバノンを含む中東全域および西サハラを主管する。
2014年9月18日、国際連合の潘基文事務総長および国際連合開発計画（UNDP）ヘレン・クラーク総裁により、中満はUNDPの総裁補兼初代危機対応局長（事務次長補ポスト）に任命された。国連のキャリア職員としてPKO・安全保障分野や人道支援分野などさまざまなポストを歴任。
2017年3月29日、女性職員比率上昇方針を掲げる国際連合のアントニオ・グテーレス事務総長は、中満を金垣洙の後任の国連事務次長（軍縮担当上級代表）に指名することを発表。日本人が事務次長に就くのは9人目で、日本人女性では初めて。同年5月1日に就任。後任のUNDP危機対応局長には同じ日本出身の女性岡井朝子が就いた。
2018年5月、フォーチュン誌発表の「世界の最も偉大なリーダー50人」に選ばれる。
2022年9月22日、故安倍晋三国葬儀に国連代表として参列することが、日本国外務省により発表された。

## 人物
1997年にスウェーデン人の外交官と結婚し、2女の母。無条件で賛美するわけではないとしつつも、スウェーデンに暮らした経験などから、「スウェーデンは人類社会が現時点で到達しうる理想的な社会のひとつ」とする。

## 著作物
- 『外交フォーラム』「リレー・エッセイ：国際協力の現場から」
  - 「第2回 「国際協力」というより「国際責任分担」を」『外交フォーラム』第10巻第2号、都市出版、1997年2月、84-85頁、ISSN 09151281。
  - 「第5回 国連加盟国の信頼を取り戻すために」『外交フォーラム』第10巻第6号、1997年6月、84-86頁。
  - 「第8回 改革へのプロセスは始まったばかり」第10巻第9号、1997年9月。
  - 「第11回 日本は今こそ国際的な人材を」『外交フォーラム』第10巻第13号、1997年12月、96-97頁。
  - 「第14回 法の支配の重要性を再認識する」第11巻第4号、1998年4月。
- 日本国際連合学会（編）「持続可能な開発の新展開」『国連研究』第7号、国際書院、2006年5月、ISBN 4-87791-159-6。
- 「平和構築と国連改革--有効な戦略の確立へ向けて (国連改革と国際安全保障)」『国際安全保障』第34巻第2号、国際安全保障学会、2006年9月、13-34頁、ISSN 1346-7573。
- Brahimi, Lakhdar (共著)「特別インタビュー ラクダール・ブラヒミ 現地に平和を根付かせるために (特集 平和構築というプロフェッション)」『外交フォーラム』第19巻第11号、都市出版、2006年11月、22-25頁、ISSN 0915-1281。
- 熊岡路矢、篠田英朗 (共著)「座談会 平和な社会を構築するために何が必要か--課題と日本の役割を考える (特集 平和構築というプロフェッション)」『外交フォーラム』第19巻第11号、都市出版、2006年11月、32-41頁、ISSN 0915-1281。
- 「「自由と繁栄の弧」を人々に届けるために--民主化支援と人間の安全保障」『外交フォーラム』第20巻第3号、都市出版、2007年3月、70-75頁、ISSN 0915-1281。
- 「民軍関係の課題--人道支援機関の視点から (国際平和活動における民軍関係の課題) -- (民軍関係と文民組織)」『IPSHU研究報告シリーズ』第38号、広島大学平和科学研究センター、2007年4月、105-128頁、ISSN 1342-5935。
- 「スウェーデンの外交力--「内なる旅」の積み重ねによって (カントリー・イン・フォーカス スウェーデン)」『外交フォーラム』第20巻第5号、都市出版、2007年5月、32-35頁、ISSN 0915-1281。
- 「アフガニスタン支援と日本--自らの問題として取り組む秋 (特集 創刊20周年特別企画 外交フォーラムがみた日本外交20年)」『外交フォーラム』第21巻第11号、都市出版、2008年11月、50-51頁、ISSN 0915-1281。
- 「PKO新ガイドラインの全貌 (特集 国連外交)」『外交フォーラム』第22巻第11号、都市出版、2009年11月、56-60頁、ISSN 0915-1281。
- 「人間の安全保障と難民支援」『日本と国連の50年 : オーラルヒストリー』明石康, 高須幸雄, 野村彰男, 大芝亮, 秋山信将 (編著)、ミネルヴァ書房、2008年3月。ISBN 978-4-623-04916-5。
- 『紛争解決の国際政治学 : ユーロ・グローバリズムからの示唆』ミネルヴァ書房、2010年。ISBN 978-4-623-05446-6。
- 「緒方貞子に学んだ戦地での覚悟 (大特集 不透明な時代を打ち破る 新・リーダーの条件) -- (「次の日本の顔」連続インタビュー)」『文芸春秋』第94巻第2号、文芸春秋、2016年2月、283-287頁。
- 「巻頭インタビュー 国連事務次長 (軍縮担当上級代表) 中満泉 「ドアを開ける」ように軍縮を進展させよう」『外交 = Diplomacy』第43巻、外務省、2017年5月、6-11頁。
- 『危機の現場に立つ』講談社、2017年。ISBN 978-4-06-220629-7。
- 「インタビュー 国連事務総長の軍縮アジェンダをめぐって 我々の未来を守るために (特集 軍縮 : とるべき選択)」『世界』第914号、岩波書店、2018年11月、74-81頁、ISSN 0582-4532。
- 「多国間主義の現在と未来、日本への期待 (焦点 課題に直面する多国間外交と日本)」『国際問題 = International affairs』第678号、日本国際問題研究所、2019年1月、1-5頁、ISSN 0452-3377。
- 「国連事務次長が語る核軍縮」『核兵器禁止条約の時代 = AGE OF NUCLEAR WEAPONS BAN TREATY : 核抑止論をのりこえる』4号、山口響 (監修)、法律文化社、京都〈RECNA叢書〉、2019年3月。 NCID BB2784619X。
- 木内真理子 (共著)「対談 世界の危機の現場から 不可能を可能に」『婦人之友』第113巻第3号、婦人之友社、2019年3月、10-21頁。